# 水道町停留場
水道町停留場（すいどうちょうていりゅうじょう）は、熊本県熊本市中央区水道町、手取本町にある熊本市交通局の電停。停留所番号は12。A系統・B系統が停車する。

## 利用可能な鉄道路線
- 熊本市交通局
  - 幹線 - A系統・B系統
  - 水前寺線 - A系統・B系統

## 歴史

### 年表
- 1924年（大正13年）8月1日：開業。
- 1970年（昭和45年）5月1日：4号線（上熊本駅前 - 藤崎宮前 - 水道町 - 体育館前）廃止。
- 1972年（昭和47年）3月1日：1号線（田崎橋 - 水道町 - 藤崎宮前 - 子飼橋）廃止。
  - 幹線（藤崎宮前電停方面）が廃止される以前は交差点角に信号塔が存在した。
- 2024年（令和6年）12月31日：熊本城・市役所前停留場南側付近で脱線事故が発生。辛島町 - 水道町間が3日間不通となり、健軍町方面からの電車は水道町で折り返し運転を実施[1]。
- 2025年（令和7年）
  - 1月15日：前日夜から熊本城・市役所前電停付近でレール幅を修正する緊急工事が実施。同月16日にかけて辛島町 - 水道町電停間が不通となり、前月同様の折り返し運転が行われた[2]。
  - 3月25日：熊本城・市役所前停留場で発生した車両追突事故の影響により同日19時頃まで全線で運転見合わせ。翌日にかけて辛島町 - 水道町電停間が不通となり、前述同様の折り返し運転が行われた[3]。
  - 6月1日：熊本城・市役所前停留場付近でレールの剥落が発見される。辛島町 - 水道町電停間が不通となり、前述同様の折り返し運転が行われた[4]。

### 停留場名の由来
周辺の地名にちなむ。江戸時代は武家屋敷であったため町名はなかったが明治時代に名付けられた。白川（三宮神社横の小磧（））から坪井川（厩橋）まで水道が掘られており、ここでL字型に曲がっていたことにちなむ。

## 停留場構造
相対式ホーム2面2線を有する。また、通町筋電停側に折り返し設備が設けられている。車椅子に対応している。
| のりば | 路線           | 方向 | 行先                                         |
| ------ | -------------- | ---- | -------------------------------------------- |
| 南側   | ■A系統         | 上り | 辛島町・河原町・熊本駅・田崎橋方面           |
| 南側   | ■B系統         | 上り | 辛島町・洗馬橋・本妙寺入口・上熊本方面       |
| 北側   | ■A系統・■B系統 | 下り | 交通局前・新水前寺駅・水前寺公園・健軍町方面 |

### 過去
- 熊本市電開業時から1972年（昭和47年）までは現在の電停（県道28号線沿い）の他に国道3号線沿い（日本福音ルーテル熊本教会前）にも浄行寺・子飼橋方面ゆきの幹線および坪井線系統の電停が相対式ホーム2面2線を有していた（計4面4線）。

## 利用状況
- 2014年度の特定日の乗車人員数は1,490人である[5]。

| 1日乗降人員推移 | 1日乗降人員推移 |
| 年度            | 1日平均人数     |
| --------------- | --------------- |
| 2011年          | 2,961           |
| 2012年          | 3,011           |
| 2013年          | 3,194           |
| 2014年          | 3,592           |
| 2015年          | 3,796           |

## 停留場周辺
熊本市都心部の東端に位置する。
- テトリアくまもと
  - 鶴屋百貨店東館
  - くまもと県民交流館パレア
  - 銀染コア
  - くまモンスクエア
- 東横イン熊本城通町筋
- 大分銀行熊本支店
- 東海東京証券熊本支店

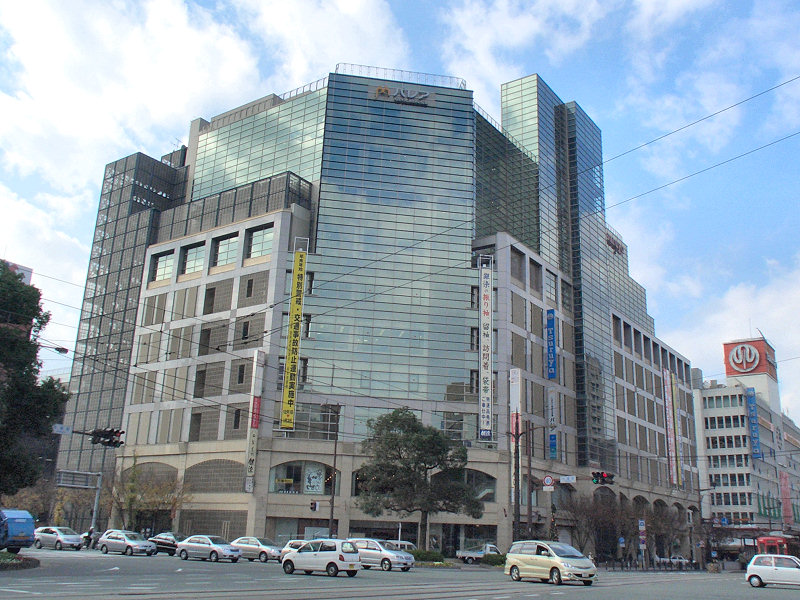
テトリアくまもと

- 三菱UFJモルガン・スタンレー証券熊本支店
- 肥後銀行水道町支店
- 日本政策金融公庫熊本支店
- 熊本上通郵便局
- メルパルク熊本
- 熊本中央警察署（くまもとアートポリス選定既存建造物）
- 熊本中央警察署手取交番
- 白川公園
- 日本福音ルーテル熊本教会
- 藤崎八旛宮
- 藤崎宮前駅
- 白川 - 当停留場と九品寺交差点停留場の間で大甲橋を渡る

## バス路線
- 水道町（5か所ある）- 中心市街地と郊外を結ぶ大部分の路線を利用できる。
  - 産交バス
  - 電鉄バス
  - 熊本バス
  - 熊本都市バス

のりば1（電車通り沿い、損保ジャパン熊本水道町ビル前）
（産交バス） K4-1 県庁・自衛隊・佐土原・花立経由 沼山津 - 平日・土曜のみ運行
（産交バス） K3-1 県庁・自衛隊・健軍四つ角経由 沼山津
（産交バス） K3-2 県庁・自衛隊・市民病院・健軍四つ角経由 沼山津
（産交バス） K3-3 県庁・自衛隊経由 木山
（産交バス） K4-2 県庁・自衛隊・佐土原経由 阿蘇くまもと空港 - 本数少（平日朝のみ運行）
（産交バス） K4-3 県庁・自衛隊経由 佐土原・木山
（産交バス） K6-0 水前寺公園・県庁経由 県会議事堂
（産交バス） K1-1 県庁・動植物園経由 木山
（産交バス） K1-1 水前寺公園・県庁・動植物園前経由 若葉校 - 本数少（平日のみ運行）
（産交バス） K1-5 県庁・市民病院・中央病院・済生会病院経由 川尻町・松橋 - 本数少（平日のみ運行）
（産交バス） K5-1 県庁・東バイパス・ゆめタウン光の森経由 光の森産交 - 平日のみ運行
（産交バス） K5-2 県庁・北バイパス・二里木・武蔵ヶ丘経由 光の森産交 - 本数少（平日のみ運行）
（産交バス） L4-1 熊商・健軍・東区役所経由 沼山津
（産交バス） L5-1 熊商・健軍・東無田経由 御船
（産交バス） L6-3 熊商・健軍経由 木山
（熊本バス） K1-3 県庁・画図橋・イオンモール熊本経由 城南
（熊本バス） K1-4 県庁・画図橋・イオンモール熊本経由 甲佐
（熊本バス） K2-1 県庁・健軍・東区役所・嘉島町役場経由 イオンモール熊本
（熊本バス） K2-3 県庁・健軍・嘉島町役場・イオンモール熊本経由 城南
（熊本バス） K2-4 県庁・健軍・御船経由 甲佐
（熊本バス） K2-5 県庁・健軍・御船・甲佐経由 砥用
（都市バス） H3-1 水前寺公園・県庁西門・帯山経由 日赤・長嶺（長嶺団地）、日赤・月出（小峯営業所）
（都市バス） H3-2 水前寺公園・県庁西門・尾ノ上小学校前経由 日赤・長嶺 - 本数少（平日のみ運行）
（都市バス） H3-3 水前寺公園・県庁西門・帯山・鉄工団地経由 託麻南
（都市バス） H3-4 水前寺公園・県庁西門・帯山・日赤病院経由 託麻南
（都市バス） K6-0 水前寺公園・県庁経由 県会議事堂 - 本数少（平日のみ運行）
（都市バス） K1-2 水前寺公園・県庁・市民病院前・上の門経由 動植物園西口
（電鉄バス） K6-0 水前寺公園・県庁経由 県会議事堂 - 本数少（平日朝のみ運行）
のりば2（電車通り沿い、富士水道町ビル前）
（産交バス）G2-1 熊本整形外科病院・託麻原本通り・託麻まちづくりセンター経由 八反田・小山団地 - 本数少
（産交バス）G2-3 熊本整形外科病院・託麻原本通り・託麻まちづくりセンター経由 八反田・戸島
（都市バス）G1-2 熊本整形外科病院・警察学校経由 託麻南・トラックターミナル
（都市バス）G1-4 熊本整形外科病院・警察学校経由 日赤・長嶺小学校
（都市バス）G1-5 大江四丁目・保田窪四ツ角・日赤病院・長嶺団地経由 パークドーム・免許センター
（都市バス）L0-0 水前寺公園・画図道経由 八王寺環状
（熊本バス）L1-1 水前寺公園・画図道経由 江津団地
（熊本バス）L1-2 水前寺公園・画図道・江津団地経由 イオンモール熊本
（熊本バス）L2-2 水前寺公園・画図道・セイラタウン経由 イオンモール熊本
（熊本バス）P4-1 尚絅校前・九品寺・中央病院経由 中の瀬車庫
（熊本バス）P4-2 尚絅校前・九品寺・中央病院・中の瀬車庫経由 イオンモール熊本
（熊本バス）P4-3 中の瀬車庫(中央病院非経由)
（熊本バス）P4-4 イオンモール熊本(中央病院非経由)
（都市バス）G3-1 熊本整形外科病院経由 県立劇場
（都市バス）G3-2 熊本整形外科病院・県立劇場経由 水前寺駅北口
（都市バス）H1-1 熊高・保田窪入口・帯山経由 日赤・長嶺（長嶺団地）、日赤・月出（小峯営業所）
（都市バス）H2-1 水前寺駅・保田窪入口・帯山経由 日赤・長嶺（長嶺団地）、日赤・月出（小峯営業所）
（都市バス）J1-1 水前寺駅・京塚・新外経由 小峯営業所
（都市バス）J1-2 水前寺駅・京塚・新外・小峯営業所経由 小峯
（都市バス）J1-3 水前寺駅・京塚・新外・小峯営業所・小峯経由 三山荘
（都市バス）J2-2 水前寺駅・京塚・新外経由 東稜高校・小峯
（都市バス）J3-3 水前寺駅・京塚・新外・小峯営業所・小峯・戸島神社前経由 三山荘
のりば3（電車通り沿い、水道町センタービル前）
（産交バス・都市バス・熊本バス）桜町BT行き
（都市バス）G1-2・G1-5・J1-1・J1-2・J1-3	熊本駅行き
（産交バス）K4-2 桜町BT経由 熊本駅 - 本数少（平日18時台に2便、19時台に1便のみ運行）
（産交バス）T1-1 桜町BT・熊本駅・田崎市場前・上高橋経由 小島
（産交バス）T1-2 桜町BT・熊本駅・田崎市場前・上高橋・小島産交経由 中島・五丁
（産交バス）S1-0 桜町BT・春日校経由 西部車庫
（産交バス）T3-0 桜町BT・熊本駅経由 西部車庫
（産交バス）S4-1 桜町BT・熊本駅・野口町経由 アクアドーム
（産交バス）S4-2 桜町BT・熊本駅・野口町経由 並建・五丁
（産交バス）S4-3 桜町BT・熊本駅・野口町・並建経由 川口二丁
（産交バス）S4-9 桜町BT・熊本駅・白藤経由 ルネサス入口経由 会富（JA飽田支所）
（産交バス）U4-2 桜町BT・新町・筒口・戸坂経由 谷尾崎
（産交バス）U4-3 桜町BT・新町・筒口・戸坂・谷尾崎・池の上・西区役所前経由 小島
（産交バス）R1-1 桜町BT・川尻町（旧道）経由 市道・川尻町
（産交バス）R1-2 桜町BT・川尻町（旧道）経由 川尻町・国町
（産交バス）R1-5 桜町BT・川尻町（旧道）・国町・宇土駅前経由 松橋
（産交バス）A4-2 市役所前・京町本丁・植木・北区役所経由 小野泉水公園 - 本数少（平日のみ朝夕運行）
（産交バス）通町直行便（降車のみ）
（都市バス）U4-1 桜町BT経由 新町・城西校
（都市バス）W1-1・W2-2 桜町BT・荒尾橋
（都市バス）K6-0 市役所前・壺井橋・県立体育館前経由 上熊本駅
（産交バス）A1-1 京町本丁経由 富尾団地 - 本数少（平日のみ朝1本運行）
のりば4（国道3号沿い、米白餅本舗前）
（産交バス・電鉄バス・都市バス）桜町BT行き
（電鉄バス）C1・5・7・9、E1 桜町BT・熊本駅
（電鉄バス）C1・3・5・9 桜町BT経由 熊本駅・蓮台寺入口
（産交バス）E3-2・E3-3 桜町BT経由 熊本駅
（産交バス）S4-1 桜町BT・熊本駅・野口町経由 アクアドーム
（産交バス）S4-2 桜町BT・熊本駅・野口町経由 並建・五丁
（産交バス）S4-3 桜町BT・熊本駅・野口町・並建経由 川口二丁
（産交バス）S3-0 桜町BT・熊本駅・蓮台寺経由 西部車庫
（都市バス）F3-1・F3-2 桜町BT経由 本山営業所
（都市バス）P3-1 桜町BT・南熊本駅・八王寺・田迎新道経由 長溝団地・烏ヶ江
のりば5（国道3号沿い、ヴィラージュビル前）
（産交バス）E2-0 子飼橋・熊本大学経由 竜田口駅
（産交バス）E2-1 子飼橋・熊本大学・竜田口駅・二里木経由 楠団地
（産交バス）E3-1 子飼橋・熊本大学・竜田口駅・二里木・菊陽バイパス経由 光の森産交 - 本数少（平日のみ16時台・18時台に各1便ずつ運行）
（産交バス）E3-2 子飼橋・熊本大学・二里木・ゆめタウン光の森経由 光の森産交
（産交バス）E3-3 子飼橋・熊本大学・竜田口駅・二里木・南ヶ丘小学校経由 光の森産交
（産交バス）E3-4 子飼橋・熊本大学・竜田口駅・二里木・三里木経由 光の森産交
（産交バス）E3-5 子飼橋・熊本大学・竜田口駅・二里木・三里木経由 大津（吹田団地）
（産交バス）F1-1 子飼橋・供合経由 東熊本第二病院
（産交バス）F1-2 子飼橋・供合経由 光の森産交
（産交バス）F2-1 子飼橋・託麻原本通り・託麻まちづくりセンター経由  八反田・小山団地
（産交バス）F2-3 子飼橋・託麻原本通り・託麻まちづくりセンター経由  八反田・戸島
（電鉄バス）C1-1 堀川・御代志経由 辻久保
（電鉄バス）C1-2 堀川・御代志・菊池プラザ経由 菊池温泉
（電鉄バス）C1-3 堀川・御代志経由 菊池プラザ
（電鉄バス）C3-3 KMバイオ・御代志・富の原経由 菊池プラザ・菊池温泉
（電鉄バス）C4-1 三軒町・山室・KMバイオ経由  外沖・南原
（電鉄バス）C4-2 三軒町・山室・KMバイオ経由 大鳥居・立石
（電鉄バス）C4-3 三軒町・山室・KMバイオ・ユウベルホテル経由 大鳥居・立石
（電鉄バス）C4-4 三軒町・山室・KMバイオ・北区役所経由 植木駐車場 - 平日日中の時間帯のみの運行
（電鉄バス）C4-5 三軒町・山室・KMバイオ・ユウベルホテル・北区役所経由 植木駐車場 - 平日日中の時間帯のみの運行
（電鉄バス）C5-2 三軒町・堀川・新地団地・武蔵ヶ丘・ゆめタウン光の森経由 光の森駅
（電鉄バス）C5-3 三軒町・堀川・新地団地経由 武蔵ヶ丘車庫
（電鉄バス）C5-4 三軒町・堀川・新地団地経由 杉並台
（電鉄バス）C5-5 三軒町・堀川・新地団地経由 泉ヶ丘・下群
（電鉄バス）C5-6 三軒町・堀川・新地団地・泉ヶ丘経由 合志市役所
（電鉄バス）C6-5 三軒町・堀川・楠団地経由 泉ヶ丘・下群
（電鉄バス）C7-3 三軒町・清水ヶ丘・麻生田小前・楠
団地経由 武蔵ヶ丘車庫
（電鉄バス）C7-4 三軒町・清水ヶ丘・麻生田小前・楠団地・新山経由 杉並台
（電鉄バス）C7-5 三軒町・清水ヶ丘・麻生田小前・楠団地・武蔵ヶ丘経由 泉ヶ丘・下群
（電鉄バス）C7-7 三軒町・清水ヶ丘・麻生田小前・楠団地・武蔵ヶ丘経由 泉ヶ丘・下群
（電鉄バス）C9-1 三軒町・清水ヶ丘経由 楠団地
（電鉄バス）C9-2 三軒町・清水ヶ丘・楠団地・ゆめタウン光の森経由 光の森駅
（電鉄バス）C9-3 三軒町・清水ヶ丘・楠団地経由 武蔵ヶ丘車庫
（電鉄バス）C9-4 三軒町・清水ヶ丘・楠団地・武蔵ヶ丘経由 杉並台
（電鉄バス）C9-5 三軒町・清水ヶ丘・楠団地・武蔵ヶ丘経由 泉ヶ丘・下群
（電鉄バス）C9-7 三軒町・清水ヶ丘・岩倉台・楠団地・武蔵ヶ丘・ゆめタウン光の森経由 光の森駅
（電鉄バス）E2-2 子飼橋・熊本大学・二里木・楠団地・ゆめタウン光の森経由 光の森駅
（電鉄バス）E2-3 子飼橋・熊本大学・二里木・楠団地経由 武蔵ヶ丘車庫
（都市バス）F3-1 子飼橋・県立劇場・北水前寺経由 水前寺鳥居
（都市バス）F3-2 子飼橋・県立劇場・北水前寺・水前寺鳥居・画図道経由 画図橋
（都市バス）G4-1 明午橋・市立図書館経由 大江六丁目

## 隣の停留場
熊本市交通局
■A系統・■B系統（幹線・水前寺線）
通町筋電停 (11) - 水道町電停 (12) - 九品寺交差点電停 (13)

### 廃止路線
熊本市交通局
幹線
水道町電停 - 白川公園前電停